# Mitteldeutsche Fußballmeisterschaft 1921/22

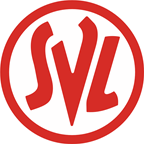
SpVgg 1899
Leipzig-Lindenau / Mitteldeutscher Fußballmeister 1922

Die Mitteldeutsche Fußballmeisterschaft 1921/22 des Verbandes Mitteldeutscher Ballspiel-Vereine war die 21. Spielzeit der Mitteldeutschen Fußballmeisterschaft. Die diesjährige Meisterschaft wurde abermals mittels Kreisligen ausgetragen, deren Sieger in einem Rundenturnier aufeinandertrafen. Jenes konnte die SpVgg 1899 Leipzig-Lindenau mit drei Punkten Vorsprung vor dem Chemnitzer BC gewinnen und wurde damit schon zum dritten Male Mitteldeutscher Fußballmeister. Durch diesen Erfolg, qualifizierte sich der Verein für die Endrunde zur Deutschen Fußballmeisterschaft 1921/22, schied aber bereits im Viertelfinale nach einer 0:3-Niederlage gegen den Titelverteidiger 1. FC Nürnberg aus.

## Modus
Die diesjährige Mitteldeutsche Fußballmeisterschaft wurde erneut mittels 7 Kreisligen ausgetragen, deren Sieger sich für die Mitteldeutsche Endrunde qualifizierten.
| Kreis           | Kreismeister                |
| --------------- | --------------------------- |
| Elbe            | FV Fortuna Magdeburg        |
| Mittelsachsen   | Chemnitzer BC               |
| Nordwestsachsen | SpVgg 1899 Leipzig-Lindenau |
| Ostsachsen      | SV Dresdner Fußballring     |
| Saale           | SV Halle 98                 |
| Thüringen       | SpVgg 02 Erfurt             |
| Westsachsen     | SV Konkordia Plauen         |

## Kreis Elbe
| Pl. | Verein                   | Sp. | S  | U | N  | Tore    | Quote | Punkte |
| --- | ------------------------ | --- | -- | - | -- | ------- | ----- | ------ |
| 1.  | FV Fortuna Magdeburg (N) | 18  | 14 | 1 | 3  | 049:190 | 2,58  | 29:70  |
| 2.  | MFC Viktoria 1896        | 18  | 10 | 1 | 7  | 028:220 | 1,27  | 21:15  |
| 3.  | FC Viktoria 09 Stendal   | 18  | 10 | 1 | 7  | 039:330 | 1,18  | 21:15  |
| 4.  | Magdeburger SC           | 18  | 7  | 5 | 6  | 026:240 | 1,08  | 19:17  |
| 5.  | FuCC Cricket-Viktoria    | 18  | 8  | 2 | 8  | 028:240 | 1,17  | 18:18  |
| 6.  | SSV 1919 Magdeburg       | 18  | 7  | 4 | 7  | 028:300 | 0,93  | 18:18  |
| 7.  | FC Germania Halberstadt  | 18  | 6  | 4 | 8  | 027:240 | 1,13  | 16:20  |
| 8.  | SV 07 Bernburg           | 18  | 8  | 0 | 10 | 033:380 | 0,87  | 16:20  |
| 9.  | MSC Preussen 99 (M)      | 18  | 5  | 3 | 10 | 021:410 | 0,51  | 13:23  |
| 10. | SV Dessau 05             | 18  | 4  | 1 | 13 | 016:400 | 0,40  | 09:27  |

| (M) | Titelverteidiger Elbe |
| (N) | Aufsteiger            |

Kreismeister-Relegation - [ Gau Mittelelbe ]
| Datum      |                                                             | Ergebnis |                                                               |
| ---------- | ----------------------------------------------------------- | -------- | ------------------------------------------------------------- |
| 02.04.1922 | FC Preußen 02 Burg (Sieger Gauklasse Mittelelbe / Nordwest) | 3:0      | FC Weitstoß Schönebeck (Sieger Gauklasse Mittelelbe / Südost) |

Kreismeister-Runde 1. Klasse Elbe-Kreis:

1.)   FC Preußen 02 Burg 10: 3   7: 5 Punkte   //  vs.Viktoria Güsten / vs.Germania Cöthen / vs.BC Stendal /
Abstiegs-Relegation
| Datum      |                                                | Ergebnis  |                                                  |
| ---------- | ---------------------------------------------- | --------- | ------------------------------------------------ |
| 18.06.1922 | SV Dessau 05 (Letztplatzierter Kreisliga-Elbe) | 1:2 n. V. | FC Preußen 02 Burg (Kreismeister Gau Mittelelbe) |

| Datum      |                                                | Ergebnis |                                                  |
| ---------- | ---------------------------------------------- | -------- | ------------------------------------------------ |
| ??.??.1922 | SV Dessau 05 (Letztplatzierter Kreisliga-Elbe) | a 2:1 a  | FC Preußen 02 Burg (Kreismeister Gau Mittelelbe) |

## Kreis Mittelsachsen
| Pl. | Verein                    | Sp. | S | U | N | Tore    | Quote | Punkte |
| --- | ------------------------- | --- | - | - | - | ------- | ----- | ------ |
| 1.  | Chemnitzer BC             | 12  | 9 | 2 | 1 | 032:120 | 2,67  | 20:40  |
| 2.  | SV Teutonia 1901 Chemnitz | 12  | 8 | 2 | 2 | 035:160 | 2,19  | 18:60  |
| 3.  | SC National Chemnitz      | 12  | 5 | 2 | 5 | 024:220 | 1,09  | 12:12  |
| 4.  | SV Sturm Chemnitz (M)     | 12  | 4 | 3 | 5 | 020:220 | 0,91  | 11:13  |
| 5.  | VfB Chemnitz              | 12  | 4 | 3 | 5 | 013:210 | 0,62  | 11:13  |
| 6.  | FC Preussen Chemnitz (N)  | 12  | 2 | 3 | 7 | 021:350 | 0,60  | 07:17  |
| 7.  | Mittweidaer FC 1899       | 12  | 1 | 3 | 8 | 015:320 | 0,47  | 05:19  |

| (M) | Titelverteidiger Mittelsachsen |
| (N) | Aufsteiger                     |

Aufstiegsrunde
| Pl. | Verein                                                   | Sp. | S | U | N | Tore    | Quote | Punkte |
| --- | -------------------------------------------------------- | --- | - | - | - | ------- | ----- | ------ |
| 1.  | Riesaer SV (Sieger 1. Kreisklasse Nordsachsen)           | 6   | 5 | 1 | 0 | 013:400 | 3,25  | 11:10  |
| 2.  | SC Hellas Chemnitz (Sieger 1. Kreisklasse Mittelsachsen) | 6   | 3 | 1 | 2 | 019:130 | 1,46  | 07:50  |
| 3.  | VfL Schneeberg (Sieger 1. Kreisklasse Erzgebirge)        | 6   | 3 | 0 | 3 | 021:130 | 1,62  | 06:60  |
| 4.  | VfB 1912 Geyer (Sieger 1. Kreisklasse Obererzgebirge)    | 6   | 0 | 0 | 6 | 003:260 | 0,12  | 0:12   |

## Kreis Nordwestsachsen
| Pl. | Verein                          | Sp. | S  | U | N  | Tore    | Quote | Punkte |
| --- | ------------------------------- | --- | -- | - | -- | ------- | ----- | ------ |
| 1.  | SpVgg 1899 Leipzig-Lindenau (M) | 18  | 13 | 2 | 3  | 049:190 | 2,58  | 28:80  |
| 2.  | VfB Leipzig                     | 18  | 11 | 3 | 4  | 034:190 | 1,79  | 25:11  |
| 3.  | SV Fortuna Leipzig 02           | 18  | 12 | 1 | 5  | 034:250 | 1,36  | 25:11  |
| 4.  | Leipziger SV 1899               | 18  | 9  | 4 | 5  | 024:190 | 1,26  | 22:14  |
| 5.  | SC Wacker Leipzig               | 18  | 9  | 3 | 6  | 040:320 | 1,25  | 21:15  |
| 6.  | FC Viktoria Leipzig             | 18  | 7  | 3 | 8  | 025:260 | 0,96  | 17:19  |
| 7.  | FC Eintracht Leipzig            | 18  | 6  | 4 | 8  | 022:280 | 0,79  | 16:20  |
| 8.  | BV Olympia Leipzig              | 18  | 5  | 3 | 10 | 020:310 | 0,65  | 13:23  |
| 9.  | VfTuB Leipzig                   | 18  | 3  | 2 | 13 | 030:450 | 0,67  | 08:28  |
| 10. | Leipziger BC 1893               | 18  | 2  | 1 | 15 | 013:470 | 0,28  | 05:31  |

| (M) | Titelverteidiger Nordwestsachsen |

## Kreis Ostsachsen
| Pl. | Verein                      | Sp. | S  | U | N  | Tore    | Quote | Punkte |
| --- | --------------------------- | --- | -- | - | -- | ------- | ----- | ------ |
| 1.  | SV Dresdner Fußballring (M) | 14  | 11 | 1 | 2  | 028:800 | 3,50  | 23:50  |
| 2.  | FC Brandenburg Dresden      | 14  | 10 | 1 | 3  | 050:230 | 2,17  | 21:70  |
| 3.  | Dresdner SV 06              | 14  | 8  | 4 | 2  | 028:200 | 1,40  | 20:80  |
| 4.  | Guts Muts Dresden           | 14  | 8  | 1 | 5  | 033:190 | 1,74  | 17:11  |
| 5.  | Dresdner SC                 | 14  | 5  | 1 | 8  | 030:320 | 0,94  | 11:17  |
| 6.  | BC Sportlust Dresden        | 14  | 4  | 2 | 8  | 020:320 | 0,63  | 10:18  |
| 7.  | VTB Jahn Dresden a          | 14  | 2  | 3 | 9  | 015:410 | 0,37  | 07:21  |
| 8.  | Dresdner SpVgg 05           | 14  | 1  | 1 | 12 | 016:450 | 0,36  | 03:25  |

| (M) | Titelverteidiger Ostsachsen |

Relegationsspiele
|                                                 | Ergebnis |                                     |
| ----------------------------------------------- | -------- | ----------------------------------- |
| SpVgg 1905 Dresden (Letztplatzierter Kreisliga) | b 3:2 b  | Radebeuler BC 08 (Sieger 2. Klasse) |
| SpVgg 1905 Dresden (Letztplatzierter Kreisliga) | 2:0      | Radebeuler BC 08 (Sieger 2. Klasse) |

## Kreis Saale
| Pl. | Verein                       | Sp. | S  | U | N  | Tore    | Quote | Punkte |
| --- | ---------------------------- | --- | -- | - | -- | ------- | ----- | ------ |
| 1.  | SV Halle 98                  | 18  | 15 | 2 | 1  | 045:110 | 4,09  | 32:40  |
| 2.  | Hallescher FC Wacker (MM, M) | 18  | 15 | 1 | 2  | 061:150 | 4,07  | 31:50  |
| 3.  | VfL Halle 1896               | 18  | 10 | 3 | 5  | 035:250 | 1,40  | 23:13  |
| 4.  | VfL 1912 Merseburg           | 18  | 9  | 1 | 8  | 039:310 | 1,26  | 19:17  |
| 5.  | Naumburger SV 05             | 18  | 7  | 4 | 7  | 039:330 | 1,18  | 18:18  |
| 6.  | SC Favorit Halle             | 18  | 6  | 4 | 8  | 025:470 | 0,53  | 16:20  |
| 7.  | SpVgg 1903 Weißenfels        | 18  | 6  | 2 | 10 | 019:490 | 0,39  | 14:22  |
| 8.  | SV Borussia 02 Halle         | 18  | 5  | 0 | 13 | 055:240 | 2,29  | 10:26  |
| 9.  | FC Preußen/Komet Halle       | 18  | 3  | 3 | 12 | 021:950 | 0,22  | 09:27  |
| 10. | FV Sportfreunde Halle        | 18  | 4  | 0 | 14 | 028:370 | 0,76  | 08:28  |

| (MM) | Titelverteidiger Mitteldeutschland |
| (M)  | Titelverteidiger Saale             |

## Kreis Thüringen
Die Kreisliga Thüringen war in dieser Spielzeit in zwei Staffeln aufgeteilt. 
Beide Staffelsieger spielten in einem Finale den Kreismeister und Teilnehmer an der Mitteldeutschen Endrunde aus.

### Staffel 1
| Pl. | Verein                 | Sp. | S  | U | N  | Tore    | Quote | Punkte |
| --- | ---------------------- | --- | -- | - | -- | ------- | ----- | ------ |
| 1.  | SpVgg 02 Erfurt        | 12  | 12 | 0 | 0  | 049:600 | 8,17  | 24:0   |
| 2.  | SC Erfurt 1895         | 12  | 10 | 0 | 2  | 034:120 | 2,83  | 20:40  |
| 3.  | VfB 07 Coburg (M)      | 12  | 5  | 2 | 5  | 012:120 | 1,00  | 12:12  |
| 4.  | SV Germania Ilmenau    | 12  | 5  | 2 | 5  | 011:150 | 0,73  | 12:12  |
| 5.  | SV 1899 Mühlhausen (N) | 12  | 4  | 1 | 7  | 018:220 | 0,82  | 09:15  |
| 6.  | SC Germania Mehlis (N) | 12  | 2  | 3 | 7  | 011:290 | 0,38  | 07:17  |
| 7.  | BC Vimaria Weimar      | 12  | 0  | 0 | 12 | 003:420 | 0,07  | 0:24   |

| (M) | Titelverteidiger Thüringen |
| (N) | Aufsteiger                 |

### Staffel 2
| Pl. | Verein                    | Sp. | S | U | N | Tore    | Quote | Punkte |
| --- | ------------------------- | --- | - | - | - | ------- | ----- | ------ |
| 1.  | 1. SV 03 Jena             | 12  | 9 | 0 | 3 | 052:100 | 5,20  | 18:60  |
| 2.  | VfB 04 Erfurt             | 12  | 8 | 1 | 3 | 031:190 | 1,63  | 17:70  |
| 3.  | SV 01 Gotha               | 12  | 7 | 1 | 4 | 025:240 | 1,04  | 15:90  |
| 4.  | SC 1912 Zella             | 12  | 6 | 1 | 5 | 013:160 | 0,81  | 13:11  |
| 5.  | 1. FC 07 Lauscha (N)      | 12  | 5 | 0 | 7 | 018:330 | 0,55  | 10:14  |
| 6.  | FC Borussia Erfurt        | 12  | 2 | 2 | 8 | 008:170 | 0,47  | 06:18  |
| 7.  | TV 1905 Ilversgehofen (N) | 12  | 2 | 1 | 9 | 015:430 | 0,35  | 05:19  |

| (N) | Aufsteiger |

### Finale Thüringen
|                                    | Ergebnis  |                                  |
| ---------------------------------- | --------- | -------------------------------- |
| SpVgg 02 Erfurt (Sieger Staffel 1) | 2:3 n. V. | 1. SV 03 Jena (Sieger Staffel 2) |

- SpVgg Erfurt wurde Kreismeister im Entscheidungsspiel gegen VfB Erfurt. Erst am 14. Mai 1922 (nach einem Nachholeligaspiel) stand fest, dass der 1.SV Jena Gruppenmeister war.

Also wurde am 28. Mai 1922 das Finale nachgeholt, welches Jena gewann (allerdings waren da die Endspielrunde um die Mitteldeutsche Meisterschaft schon zu Ende).
Quelle Jenaische Zeitung vom 15./29.05.1922

## Kreis Westsachsen
| Pl. | Verein                      | Sp. | S  | U | N  | Tore    | Quote | Punkte |
| --- | --------------------------- | --- | -- | - | -- | ------- | ----- | ------ |
| 1.  | SV Konkordia Plauen (M)     | 18  | 15 | 1 | 2  | 065:190 | 3,42  | 31:50  |
| 2.  | Plauener SuBC               | 18  | 11 | 2 | 5  | 055:310 | 1,77  | 24:12  |
| 3.  | VfB Glauchau                | 18  | 10 | 3 | 5  | 036:230 | 1,57  | 23:13  |
| 4.  | VfB Plauen                  | 18  | 7  | 6 | 5  | 032:320 | 1,00  | 20:16  |
| 5.  | SpVgg Falkenstein           | 18  | 7  | 4 | 7  | 041:380 | 1,08  | 18:18  |
| 6.  | 1. Vogtländischer FC Plauen | 18  | 7  | 2 | 9  | 046:380 | 1,21  | 16:20  |
| 7.  | SpVgg 1907 Meerane          | 18  | 5  | 6 | 7  | 017:360 | 0,47  | 16:20  |
| 8.  | Zwickauer SC                | 18  | 6  | 3 | 9  | 025:380 | 0,66  | 15:21  |
| 9.  | VfB 1907 Reichenbach (N)    | 18  | 3  | 3 | 12 | 019:460 | 0,41  | 09:27  |
| 10. | SpVgg Plauen                | 18  | 3  | 2 | 13 | 012:470 | 0,26  | 08:28  |

| (M) | Titelverteidiger Westsachsen |
| (N) | Aufsteiger                   |

## Mitteldeutsche Fußball-Endrunde
Die Meisterschafts-Endrunde fand erneut im Rundenturnier-Modus statt. Qualifiziert waren die 7 Kreismeister.
| Pl. | Verein                                                     | Sp. | S | U | N | Tore    | Quote | Punkte |
| --- | ---------------------------------------------------------- | --- | - | - | - | ------- | ----- | ------ |
| 1.  | SpVgg 1899 Leipzig-Lindenau (Kreismeister Nordwestsachsen) | 6   | 6 | 0 | 0 | 017:100 | 17,00 | 12:0   |
| 2.  | Chemnitzer BC (Kreismeister Mittelsachsen)                 | 6   | 4 | 1 | 1 | 012:900 | 1,33  | 09:30  |
| 3.  | SV Dresdner Fußballring (Kreismeister Ostsachsen)          | 6   | 4 | 0 | 2 | 009:800 | 1,13  | 08:40  |
| 4.  | SV Halle 98 (Kreismeister Saale)                           | 6   | 2 | 2 | 2 | 013:600 | 2,17  | 06:60  |
| 5.  | SV Konkordia Plauen (Kreismeister Westsachsen)             | 6   | 2 | 0 | 4 | 008:180 | 0,44  | 04:80  |
| 6.  | SpVgg 02 Erfurt (Kreismeister Thüringen)                   | 6   | 1 | 1 | 4 | 012:170 | 0,71  | 03:90  |
| 7.  | FV Fortuna Magdeburg (Kreismeister Elbe)                   | 6   | 0 | 0 | 6 | 005:170 | 0,29  | 0:12   |